# Соляник Олексій Миколайович
Олексі́й Микола́йович Соля́ник (2 листопада 1912, Слов'янка, Уссурійський край — 17 лютого 1984, Одеса) — організатор радянського китобійного промислу, Герой соціалістичної праці (1950), тричі кавалер Ордена Леніна (1950, 1954, 1960). Мав персональне звання Генерального директора флоту рибної промисловості III рангу.
Іменем Соляника був названий Великий рефрижераторно-морозильний траулер, спущений в Миколаєві, і Одеське морехідне училище рибної промисловості.

## З біографії
Народився в сім'ї переселенців з України. Почав працювати з 14 років.

З 1929 р плавав на навчальному судні Владивостоцького морського технікуму «Індігірка» штурманом-практикантом. У 1930 після отримання диплома судноводія — капітан шхуни «Усть-Камчатка». Провів дві успішні навігації біля східного берега Камчатки.
У 1931—1935 роках працював в Управлінні інженерів морських сил Далекосхідного краю, в 1935 році переведений в Главсхідрибпром на промислові судна. У 1936 році здав іспити на звання штурмана малого плавання, а в 1937 році — штурмана далекого плавання. У 1938 році в міжпутинний період склав іспит за фахом девіатора магнітних компасів. У квітні 1938 року призначений капітаном звіробійного судна, на якому провів дві навігації в Охотському морі.
У 1940 році відслужив курси-збори Тихоокеанського флоту з присвоєнням військового звання молодшого лейтенанта ВМФ, в тому ж році отримав диплом капітана далекого плавання.
У грудні 1941 року переведений на пароплав «Ітельмен», який обслуговував рейси з Владивостока в Канаду, США і назад з вантажем для Червоної Армії по ленд-лізу. У жовтні 1942 року Наркомрибпромом СРСР був призначений капітаном на плавучий завод «Всеволод Сибірцев», який перегнав в Портленд, на капітальний ремонт. З листопада 1942 року по рішенню РНК СРСР увійшов до складу Радянської Урядової закупівельної комісії (РПЗК), залишаючись в США до 1945 року. У цей період вивчав англійську мову, здавши в березні 1945 року іспити в мовному технікумі РПЗК.
- 1945—1946 рр. — в складі комісії Раднаркому СРСР в Німеччині і Польщі. Вплинув на створення АКФ «Слава» і Управління антарктичної китобійної флотилії.
- 1947—1959 рр. — капітан-директор антарктичної китобійної флотилії «Слава».

У 1958 році, зробивши 13 рейсів на китобазі «Слава», був призначений головою Державної приймальної комісії з прийому від Миколаївського суднобудівного заводу ім. Носенка нової китобійної бази «Радянська Україна» і одночасно її капітан-директором.
- 1959—1965 рр. — капітан-директор АКФ «Радянська Україна» і генеральний директор обох флотилій.
- 1965—1977 рр. — капітан-директор ППР «Ван Гог», начальник науково-пошукових суден Південного басейну, капітан-наставник в Керчі.
- 1977—1984 рр. — начальник кабінету військово-морської підготовки ЧПОРП «Антарктика» в Одесі.